# 高雄市前鎮運動中心
高雄市前鎮運動中心（Kaohsiung Cianjhen Sports Center），是高雄市第六座國民運動中心，運動中心位於高雄市前鎮區，由瑞祥高中活動中心重新整修而成，委外由信仰體育管理顧問股份有限公司營運，於2023年1月10日正式營運。

## 設施介紹
- 健身房、綜合球場、50米室內游泳池

## 週邊設施
- 高雄市立瑞祥高級中學
- 瑞祥醫院
- 輕軌籬仔內站
- 高雄市前鎮區瑞祥國民小學
- 高雄市公共自行車租賃系統：
  - 瑞祥高中(凱旋四路)：凱旋四路/班超路口(東南角)
  - 瑞祥高中：班超路42號(對面)
  - 班超公園：班超路53號(旁公園人行道)

## 外部連結
- 高雄市前鎮運動中心的Facebook專頁